# Kokuriko-zaka Kara
Kokuriko-zaka Kara (コクリコ坂から, Da Colina Kokuriko no Brasil e A Colina das Papoilas em Portugal) é um filme japonês de animação lançado em 2011, dirigido por Goro Miyazaki, escrito por Hayao Miyazaki e Keiko Niwa, baseados no mangá homônimo de Chizuru Takahashi e Tetsuro Sayama, e produzido pelo Studio Ghibli.

## Sinopse
A história se passa em Yokohama em 1963 e acompanha Umi Matsuzaki, uma menina que vive em uma pensão e acaba conhecendo Shun Kazama, um menino membro de um clube escolar. Entretanto, a sede do clube é ameaçada de demolição, fazendo com que Umi e Shun precisem se unir para tentar fazer com que um empresário local reconsidere a decisão.

## Elenco
O elenco de Kokuriko-zaka Kara é composto por:
- Masami Nagasawa como Umi Matsuzaki
- Junichi Okada como Shun Kazama
- Shunsuke Kazama como Shirō Mizunuma
- Toshimi Kanno como Nobuko
- Aoi Teshima como Yuko
- Keiko Takeshita como Hana Matsuzaki
- Jun Fubuki como Ryoko Matsuzaki
- Yuriko Ishida como Miki Hokuto
- Nao Ōmori como Akio Kazama
- Takashi Naito como Yoshio Onodera
- Teruyuki Kagawa como diretor Tokumaru
- Haruka Shiraishi como Sora Matsuzaki
- Tsubasa Kobayashi como Riku Matsuzaki
- Rumi Hiiragi como Sachiko Hirokouji
- Eiko Kanazawa como Saori Makimura